# Кьоґоку (Хоккайдо)

42°51′30″ пн. ш. 140°53′3″ сх. д. / 42.85833° пн. ш. 140.88417° сх. д.
Кьо́ґоку (яп. 京極町, きょうごくちょう, МФА: [kʲoːgoku t͡ɕoː]) — містечко в Японії, в повіті Абута округу Сірібесі префектури Хоккайдо. Станом на 1 жовтня 2008 року площа містечка становила 231,61 км². Станом на 31 березня 2017 населення містечка становило 3098 осіб.